# 임희춘
임희춘(한국 한자: 林喜春, 본명: 임진상,  1933년 8월 25일 ~ 2020년 2월 2일)은 대한민국의 前 희극 배우, 대한노인복지후원회의 회장을 역임했다. 
종교는 천주교 세레명 요셉이다.

## 생애
1933년 8월 25일, 경상북도 영주시 안정면에서 태어났다. 
17살 되던 해에 6.25 전쟁이 터지는 바람에 가족들하고 함께 피난 도중 부모형제하고 헤어지면서 고아나 다름없는 유년기를 보냈고, 구두닦이나 냉차 장수 등으로 생계를 이어나갔다.
전쟁이 끝난 후 서울로 올라온 임희춘은 뒤늦게 용산중학교를 졸업한 후 일자리를 찾던 중 우연히 길거리에서 피어버린 역사라는 연극 포스터에서 배우를 모집한다는 광고를 보고 지원하여 1952년 극단 동협 단원으로 연예계에 발을 들이게 되었다. 
그 뒤에 배우이자 희극인 김희갑의 주선으로 구봉서를 만나 코미디계에 입문하였다.
이후 웃으면 복이 와요, 부부만세, 고전유머극장, 명랑극장, 유머 1번지, 탈선 춘향전 등 각종 TV 코미디 프로그램에서 감초 역할로 시청자들의 사랑을 받았고, 7인의 말괄량이, 아니 벌써, 신혼 소동, 축! 총각졸업 등 영화에도 출연하며, 상당한 연기력을 보이기도 했다. 
임희춘은 주로 하인이나 노비 등의 역할로 우스꽝스러운 바보 또는 인정많고 어리숙한 아저씨 연기를 많이 했다. 
또한 맛동산과 꿀떡바 등의 CF 모델로도 출연했고 배삼룡, 구봉서, 서영춘, 곽규석 등과 1970~1980년대를 대표하는 코미디언으로 이름을 남겼다. 
대표적인 유행어는 어이구야~였으며 1977년 TBC 남자 코미디 연기상과 최우수 연기상, 1989년 KBS 특별상을 수상한 바 있다.
1992년 연예계에서 은퇴를 했고 노인복지 사업가로 변신, 1995년 사단법인 대한노인복지후원회를 창립하여 회장으로서 노인들을 위한 무료 공연 등 봉사활동을 전개하였다. 
2010년 대중문화 예술상 보관문화훈장을 수상하고 2011년에는 뮤지컬에도 출연하면서 왕성한 활동을 유지했지만, 이후 노령으로 인하여 외부 활동을 줄이고 조용히 여생을 보내던 중 2020년 2월 2일 노환으로 인하여 향년 87세의 나이로 고인이 되었다
1952년 극단 동협의 단원으로 데뷔했다. 1970~80년대 '웃으면 복이와요, '유머1번지' 등에서 활약했다.
1992년 연예계를 은퇴한 뒤 노인복지사업에 관심을 가졌다. 1994년 대한노인복지후원회를 설립한 후 회장으로서 복지사업을 추진해나갔다. 
1997년부터 10월 2일을 노인의 날로 지정해 기념식을 열고 있다. 
2010년 대한민국 대중문화예술상 보관문화훈장을 받았다.

## 출연 작품
- MBC 웃으면 복이와요

## CF 작품
- 해태 맛동산
- 삼강 꿀떡바

## 가족 관계
- 배우자 : 김제화 (1934년 ~ )
  - 아들 : 임준
  - 딸 : 임혜윤
  - 딸 : 임혜나